# Hauteville (Savoie)
Hauteville ist eine französische Gemeinde mit 350 Einwohnern (Stand: 1. Januar 2022) innerhalb des Arrondissements Chambéry im Département Savoie in der Region Auvergne-Rhône-Alpes. Die Gemeinde gehört zum Kanton Saint-Pierre-d’Albigny (bis 2015: Kanton Chamoux-sur-Gelon). Die Einwohner werden Hautevillais genannt.

## Geographie
Hauteville liegt etwa 20 Kilometer ostsüdöstlich von Chambéry. An der nordwestlichen Gemeindegrenze verläuft das Flüsschen Coisetan. Umgeben wird Hauteville von den Nachbargemeinden Châteauneuf im Norden und Nordosten, Betton-Bettonet im Osten, La Trinité im Süden und Südwesten, Villard-d’Héry im Südwesten sowie Coise-Saint-Jean-Pied-Gauthier im Westen.

## Bevölkerungsentwicklung
| Jahr                       | 1962 | 1968 | 1975 | 1982 | 1990 | 1999 | 2006 | 2013 |
| -------------------------- | ---- | ---- | ---- | ---- | ---- | ---- | ---- | ---- |
| Einwohner                  | 200  | 209  | 200  | 187  | 187  | 233  | 292  | 348  |
| Quellen: Cassini und INSEE |      |      |      |      |      |      |      |      |

## Sehenswürdigkeiten
- Kirche Saint-Martin aus dem 17. Jahrhundert
- Bischofsturm aus dem 14. Jahrhundert

## Gemeindepartnerschaft
Mit der italienischen Gemeinde Altavilla Monferrato in der Provinz Alexandria (Piemont) besteht seit 2000 eine Partnerschaft.